# Mary & George
Mary & George je britský sedmidílný televizní seriál, který 5. března 2024 v premiéře odvysílal televizní kanál Sky Atlantic. Jedná se o adaptaci románu The King's Assassin britského spisovatele a novináře Benjamina Woolleye, který zachycuje vztah mezi králem Jakubem I. a jeho oblíbencem Georgem Villiersem, 1. vévodou z Buckinghamu.

## Obsazení
| Julianne Moore      | Mary Villiersová, hraběnka z Buckinghamu |
| Nicholas Galitzine  | George Villiers, 1. vévoda z Buckinghamu |
| Tony Curran         | Jakub I. Stuart                          |
| Laurie Davidson     | Robert Carr, 1. hrabě ze Somersetu       |
| Nicola Walker       | Elizabeth Hatton                         |
| Niamh Algar         | Sandie Brookes                           |
| Trine Dyrholm       | Anna Dánská                              |
| Sean Gilder         | Sir Thomas Compton                       |
| Adrian Rawlins      | Edward Coke                              |
| Mark O'Halloran     | Francis Bacon                            |
| Pearl Chanda        | Frances Carr                             |
| Simon Russell Beale | Sir George Villiers                      |
| Samuel Blenkin      | Karel I. Stuart                          |
| Amelia Gething      | Frances Coke                             |
| Kate Fleetwood      | Cunning Mary                             |
| Mirren Mack         | Katherine Villiers                       |
| Unax Ugalde         | Diego Sarmiento de Acuña                 |
| Joseph Mawle        | Sir Walter Raleigh                       |
| Jacob McCarthy      | Christopher Villiers                     |
| Tom Victor          | John Villiers                            |
| Alice Grant         | Susan Feilding                           |
| Rina Mahoney        | Laura Ashcattle                          |
| Emily Fairn         | Jenny                                    |
| Lydia Fleming       | Anne Turner                              |
| Angus Wright        | Sir David Graham                         |
| David Weiss         | Kristián IV. Dánský                      |
| Khalil Ben Gharbia  | Jean                                     |
| Matt Barkley        | Robert Devereux                          |
| Simon Winkler       | Francis Manners                          |
| Àlex Brendemühl     | Olivares                                 |
| Robert Lonsdale     | John Felton                              |

## Seznam dílů
1. Druhý syn (The Second Son)
2. Štvanice (The Hunt)
3. Spíše z úcty nežli z lásky (Not So Much as Love as by Awe)
4. Vlk a beránek (The Wolf and the Lamb)
5. Zlaté město (The Golden City)
6. Královna je mrtvá (The Queen Is Dead)
7. Válka (War)